# Comité olympique du Salvador
Le Comité olympique du Salvador (en espagnol, Comité Olímpico de El Salvador) est le comité national olympique du Salvador fondé en 1949. C'est l'institution chargée de régir la participation du Salvador aux Jeux olympiques et aux différentes compétitions à l'intérieur et à l'extérieur du continent américain.
La première apparition du Salvador aux Jeux olympiques a eu lieu en 1968, lorsque la ville de Mexico a accueilli tous les athlètes participant aux Jeux Olympiques d'été. C'est également cette année là  que le plus grand nombre de Salvadoriens ont concouru, avec 48 athlètes dans sept disciplines (8 en athlétisme, 12 en natation, 4 en cyclisme, 6 en tir, 2 en haltérophilie, 3 en aviron et 13 en football.

## Sources
- (es) laprensagrafica.com
- (es) Archivo de Comité Olímpico Salvadoreño
- (es) Comité Olímpico Salvadoreño